# Neostichtis manica
Neostichtis manica är en fjärilsart som beskrevs av Clifton. Neostichtis manica ingår i släktet Neostichtis och familjen nattflyn. Inga underarter finns listade i Catalogue of Life.